# Chrislain Matsima
Chrislain Matsima, né le 15 mai 2002 à Colombes en France, est un footballeur français qui évolue au poste de défenseur central au FC Augsbourg, Il possède également la nationalité congolaise.

## Biographie

### Débuts professionnels à Monaco
Né à Colombes en France, Chrislain Matsima a grandi à Nanterre et commence le football à l'âge de sept ans afin d'imiter son grand frère. Il est formé par l'AS Monaco, qu'il rejoint en juillet 2017 après avoir notamment fait des essais au FC Nantes et à l'AS Nancy-Lorraine. En juillet 2019, il signe son premier contrat professionnel avec Monaco, en même temps que Giulian Biancone.
Il joue son premier match en professionnel le 27 septembre 2020, lors d'une rencontre de Ligue 1 face au RC Strasbourg. Il entre en jeu à la place de Wissam Ben Yedder et son équipe s'impose par trois buts à deux. Le 7 mai 2021, Matsima prolonge son contrat avec l'ASM jusqu'en 2025.
Le 25 novembre 2021, Matsima fait sa première apparition en coupe d'Europe, lors d'une rencontre de Ligue Europa contre la Real Sociedad. Il entre en jeu en fin de match à la place de Kevin Volland et son équipe l'emporte par deux buts à un.

### Prêt au FC Lorient
Le 16 août 2022, il est prêté avec option d'achat au FC Lorient pour une saison.
Il joue sept matchs dont six en championnat avec le club du FC Lorient et seulement deux en tant que titulaire pour une victoire deux buts à un sur le terrain du SCO Angers et lors d'une défaite au Stade Vélodrome contre l'Oympique de Marseille. 

### Retour anticipé de prêt à Monaco
En manque de temps de jeu, il effectue son retour anticipé de prêt à l'AS Monaco le 31 janvier 2023 pour combler le départ de Benoit Badiashile dont le transfert est en cours. Lors de la victoire trois buts à deux sur le terrain du Bayer Leverkusen lors du huitième de finale de Ligue Europa, il joue les dix dernières minutes . Le weekend suivant, il est titulaire et participe à la totalité de la rencontre lors de la victoire deux buts à un sur le terrain du Stade Brestois. Il effectue notamment sa première passe décisive avec son club formateur pour le deuxième but de son équipe avant d'entrer de nouveau en jeu lors du match retour contre le Bayer Leverkusen où les monégasque sont éliminés. 

### Prêt au Clermont Foot
Le 1er février 2024, Chrislain Matsima rejoint le Clermont Foot 63 sous la forme d'un prêt jusqu'à la fin de la saison,. Il marque son premier but dans le championnat de France lors d'une défaite en déplacement au Stade rennais.

### Prêt puis transfert définitif au FC Augsbourg
Le 30 août 2024, Christian Matsima est prêté avec option d'achat au FC Augsbourg pour une saison. Dès le mois de janvier, l'AS Monaco annonce que l'option d'achat est levé.

### En sélection
En mai 2019, il est sélectionné afin de participer au championnat d'Europe des moins de 17 ans 2019 qui se déroule en Irlande. Lors de cette compétition, il joue quatre matchs. Il joue cinq matchs en tant que titulaire. La France s'incline en demi-finale face à l'Italie.
Avec l'équipe de France des moins de 18 ans il joue six matchs de 2018 à 2019, dont deux en tant que capitaine, et se fait remarquer en marquant un but face à la Russie le 8 septembre 2019 (5-0 pour la France).
Le 31 août 2023, Matsima est convoqué pour la première fois avec l'équipe de France espoirs, pour la première liste du nouveau sélectionneur Thierry Henry.
Il est dans la liste des réservistes pour disputer les Jeux olympiques 2024 à Paris et prend part au troisième match de poule en étant titulaire. 
En juin 2025, il est sélectionné pour participer à l'Euro espoirs.  

## Statistiques
| Saison                | Club                    | Championnat           | Championnat | Championnat | Championnat | Coupe(s) nationale(s) | Coupe(s) nationale(s) | Coupe(s) nationale(s) | Compétition(s) continentale(s) | Compétition(s) continentale(s) | Compétition(s) continentale(s) | Compétition(s) continentale(s) | Total | Total | Total |
| Saison                | Club                    | Division              | M.          | B.          | P.d.        | M.                    | B.                    | P.d.                  | Comp.                          | M.                             | B.                             | P.d.                           | M.    | B.    | P.d.  |
| 2020-2021             | AS Monaco               | Ligue 1               | 9           | 0           | 0           | 2                     | 0                     | 0                     | -                              | -                              | -                              | -                              | 11    | 0     | 0     |
| 2021-2022             | AS Monaco               | Ligue 1               | 7           | 0           | 0           | 3                     | 0                     | 0                     | C1+C3                          | 0+3                            | 0+0                            | 0+0                            | 13    | 0     | 0     |
| 2022-2023             | AS Monaco               | Ligue 1               | 8           | 0           | 1           | -                     | -                     | -                     | C1+C3                          | 0+2                            | 0+0                            | 0+0                            | 10    | 0     | 1     |
| 2023-2024             | AS Monaco               | Ligue 1               | 6           | 0           | 1           | 1                     | 0                     | 0                     | -                              | -                              | -                              | -                              | 7     | 0     | 1     |
| Sous-total            | Sous-total              | Sous-total            | 30          | 0           | 2           | 6                     | 0                     | 0                     | -                              | 5                              | 0                              | 0                              | 41    | 0     | 2     |
| 2022-2023             | FC Lorient (prêt)       | Ligue 1               | 6           | 0           | 0           | 1                     | 0                     | 0                     | -                              | -                              | -                              | -                              | 7     | 0     | 0     |
| 2023-2024             | Clermont Foot 63 (prêt) | Ligue 1               | 14          | 1           | 0           | -                     | -                     | -                     | -                              | -                              | -                              | -                              | 14    | 1     | 0     |
| 2024-2025             | FC Augsbourg (prêt)     | Bundesliga            | 30          | 1           | 1           | 3                     | 0                     | 0                     | -                              | -                              | -                              | -                              | 33    | 1     | 1     |
| 2025-2026             | FC Augsbourg            | Bundesliga            | -           | -           | -           | -                     | -                     | -                     | -                              | -                              | -                              | -                              | 0     | 0     | 0     |
| Sous-total            | Sous-total              | Sous-total            | 30          | 1           | 1           | 3                     | 0                     | 0                     | -                              | -                              | -                              | -                              | 33    | 1     | 1     |
| Total sur la carrière | Total sur la carrière   | Total sur la carrière | 80          | 2           | 3           | 10                    | 0                     | 0                     | -                              | 5                              | 0                              | 0                              | 95    | 2     | 3     |

## Palmarès

### En club
Avec son club formateur de l'AS Monaco, il est vice-champion de Ligue 1 en 2024.

### En équipe nationale
Avec l'équipe de France olympique, il est médaillé d'argent au Jeux olympiques de Paris 2024.
| AS Monaco                                         | France olympique                               |
| ------------------------------------------------- | ---------------------------------------------- |
| - Championnat de France : - Vice-champion : 2024. | - Jeux olympiques : - Médaille d'argent : 2024 |